# Julian Sztatler
Julian Sztatler (ur. 10 listopada 1914 w Bielsku Podlaskim, zm. 8 kwietnia 1964 w Warszawie) – polski piosenkarz i pianista, aktor.

## Życiorys
Urodził się w rodzinie Leona i Anny Sztatlerów. Kształcił się w Łodzi, gdzie ukończył szkołę średnią i Państwową Szkołę Włókienniczą, tam też pracował do chwili wybuchu II wojny światowej w fabryce włókienniczej jako mistrz tkacki. Na ten czas – lata 30. XX wieku – przypadł jego debiut artystyczny.
Okres II wojny światowej spędził w łódzkim getcie.
Po wojnie najpierw przebywał krótko w Krakowie, gdzie śpiewał w klubie jazzowym YMCA. Następnie powrócił do Łodzi, gdzie był związany z Domem Żołnierza oraz teatrem „Syrena” (1945/1946). W teatrze tym występował jeszcze wiele lat później, już w Warszawie, w sezonie 1956/1957. Od 1947 śpiewał w łódzkim kabarecie „Tabarin”, w Teatrze Satyryków w Łodzi, a od 1949 w Warszawie. Jako artysta teatralny występował przede wszystkim w przedstawieniach składanych, wykonując piosenki.
W latach 50. współpracował z Polskim Radiem, będąc częstym gościem radiowych programów rozrywkowych, a szczególnie Podwieczorku przy mikrofonie. Nagrywał piosenki dla radia i na płyty. Wystąpił w filmie Sprawa do załatwienia (1953), w którym wykonywał piosenki obok Marii Koterbskiej. Odbył kilka tournée zagranicznych, m.in. do Czechosłowacji, na Węgry, do Francji (gdzie występował w klubach polonijnych i dokonał kilku nagrań radiowych) i Izraela.

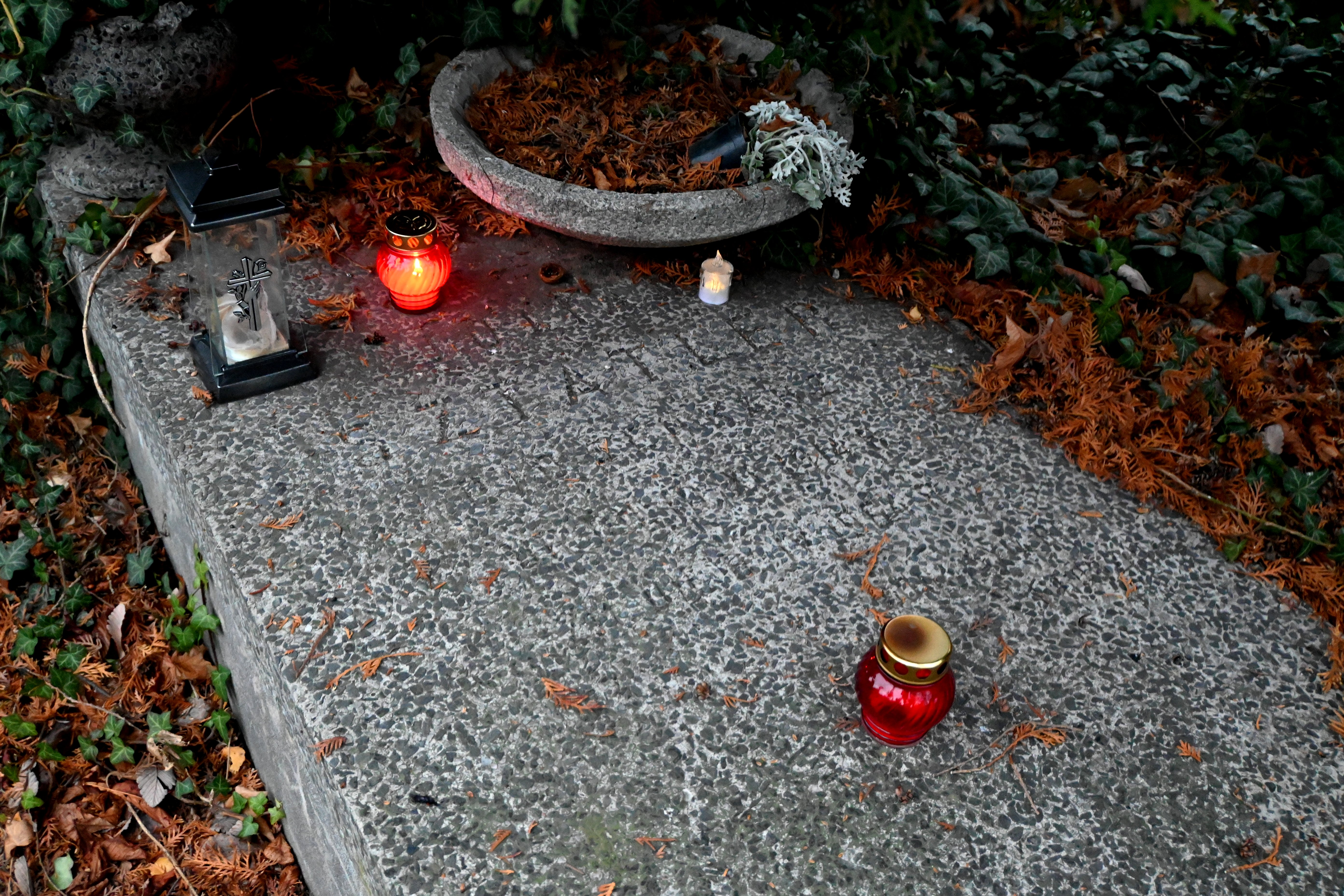
Grób Juliana Sztatlera na Cmentarzu Wojskowym na Powązkach w Warszawie

Od 1961 w warszawskiej kawiarni „Pod Gwiazdami” Julian Sztatler prowadził własny program „Studio pod Gwiazdami”, będący twórczą kontynuacją okresu łódzkiego. Lansował w nim typ mało popularnej w Polsce rozrywki klubowej w stylu francuskim; wykonywał lekkie nastrojowe piosenki, grając przy tym na fortepianie i rozmawiając z publicznością (po śmierci Sztatlera program w kawiarni „Pod Gwiazdami” przejął Zbigniew Kurtycz). Jednocześnie współuczestniczył w prowadzonej tamże przez „Pagart” szkółce piosenkarskiej.
Był mężem tancerki Natalii (Naty) Lerskiej (1920–2022).
Zmarł w Warszawie, pochowany na cmentarzu Wojskowym na Powązkach (kwatera II B 30-6-23).

## Niektóre utwory z repertuaru
- 1952: Wio koniku (muz. Imre Garai(inne języki), sł. Jerzy Jurandot)
- 1953: Piosenka bibliotekarza (muz. Marek Sart, sł. Helena Kołaczkowska)
- 1953: Walc MDM (muz. Zygmunt Wiehler, sł. Zdzisław Gozdawa, Wacław Stępień)
- 1954: Deszcz (Zdzisław Gozdawa i Wacław Stępień)
- 1955: Jestem dzisiaj sam (muz. Paul Durand(inne języki), sł. Henryk Rostworowski)
- 1955: Nieortograficzna piosenka (muz. Władysław Szpilman, sł. Kazimierz Winkler)
- 1955: W maleńkiej cichej kawiarence (muz. Fred Raymond, sł. Tymoteusz Ortym)
- 1955: Pantofelki (muz. Borys Mokrousow)
- 1955: Mój rytm (muz. George Gershwin)
- 1956: Zapomniana piosenka (ze Stefcią Górską, muz. Jan Markowski, sł. Aleksander Antoniewicz)
- 1957: Fiakier (muz. Xanroff)
- 1955: Frontowe wiarusy
- 1955: Pędzi pociąg
- 1959: I tak cię pokocham

## Ordery i odznaczenia
- Złoty Krzyż Zasługi (11 lipca 1955)[2]
- Medal 10-lecia Polski Ludowej (19 stycznia 1955)[3]